# Александър Мартинов
Александър Николаевич Мартинов е руски футболист, вратар. Той е един от първите чужденци в българския футбол, играейки за ФК 13 в Столичното първенство. Има 2 мача за националния отбор на Руската империя.

## Кариера
На клубно ниво се състезава за редица отбори от Московската футболна лига. Дебютира през 1910 г. за тима на ЗКС, след което година и половина пази под рамката на КФС. В периода 1912 – 1913 г. пази за Новогиреево. По това време се налага като титулярен вратар на сборния отбор на града. През сезон 1914 е част от отборите на СКЛ и Унион (Москва), но началото на Първата световна война го принуждава да спре с футбола. Все пак през 1916 г. отново играе за Новогиреево.
По време на гражданската война участва на страната на Бялата гвардия. През 1920 г. емигрира в Османската империя като част от Първи армейски корпус на генерал Кутепов. Там е вратар на тима на ФК Галиполи, който през лятото на 1921 г. се установява във Велико Търново и играе приятелски мачове с българските клубове. По време на контролите с Левски кръстникът на „сините“ Борис Василев описва вратаря като „запленил зрители и специалисти с пъргавината на тигър“.
Впоследствие Мартинов става част от тима на ФК 13, където преминават още Фридрих Клюд и Григорий Бохемски. Вратарят играе в България половин година. През 1923 г. Мартинов и Бохемски преминават в тима на Рус (Прага), където неведнъж играта им е отбелязвана от местната преса. Играе за Рус поне до 1925 г.

## Национален отбор
През 1914 г. записва два мача за националния отбор на Руската империя – срещу Швеция и Норвегия.
В периода 1913 – 1914 г. записва 11 официални мача за сборния отбор на Москва. Титулярен вратар на Втората руска олимпиада, спечелена от московчани през 1914 г.

## Стил на игра
В своята книга „Москва футбольная“ Александър Савин твърди, че Мартинов „първи в света е започнал да спасява топки с вратарски плонжове“. Той подчертава атрактивните му намеси, които вратарят по-късно специално тренира. При това Савин отбелязва, че Мартинов често излиза неразчетено извън вратата и може да допусне лесен гол.